# ジョルディ・クライフ
ジョルディ・クライフ（Jordi Cruijff, 1974年2月9日 - ）は、オランダ・アムステルダム出身の元サッカー選手、サッカー指導者。オランダが世界に誇るスーパースター、ヨハン・クライフを父に持つ。親譲りの足技を武器に、攻撃的なポジションならどこでもこなせるユーティリティ・プレイヤー。

## 人物
父ヨハン・クライフが選手としてFCバルセロナに在籍していた1974年に誕生し、カタルーニャ語風に「ジョルディ（Jordi）」と名付けられた。FCバルセロナの下部組織（カンテラ）を経て、父が監督を務めていた1994年にトップチームデビューを飾るとそのシーズン9ゴールを決めた。「エル・ドリーム・チーム」と称された同クラブの黄金時代を間近で体験する。
1996年、父がバルセロナ監督を辞任すると、ジョルディも時を同じくしてイングランドFAプレミアリーグのマンチェスター・ユナイテッドへ移籍。しかし度重なる怪我に悩まされ、満足なプレーをすることは出来なかった。その後スペインリーガ・エスパニョーラのクラブを転々としたが、偉大な父を持つ影響で周囲から過度の期待を受けてしまい、その重圧から十分なパフォーマンスを発揮出来ずにいた。
2004年、当時所属していたエスパニョールから自由契約とされ、無所属となる。UAEのクラブチームからオファーを受けるも膝の怪我により白紙となり、負傷箇所の手術を決断、その後はリハビリを続けながらオファーを待っていた。2006-2007シーズンは新天地をウクライナに求め、復活を賭ける。2008年で引退。その後は、ファッションビジネスを手がけたり、クライフブランドの会社を手伝っていたが、2009年夏、マルタのサッカークラブヴァレッタFCの選手兼アシスタントコーチに就任することを発表、現役に復帰した。
選手引退後はキプロスのAEKラルナカとイスラエルのマッカビ・テルアビブでスポーツディレクターを歴任。マッカビ・テルアビブでは2017-18シーズンに監督を務めた。
2018年8月8日、重慶力帆の監督に就任。
2020年1月3日、エクアドル代表の監督に就任したことが発表された が、同連盟内の派閥争いの影響から、代表戦はおろか選手の招集や練習などの代表活動がほとんど行われず、同年7月22日、エクアドルサッカー連盟との契約解除で合意に至ったと報道された。
2020年8月14日、深圳市足の監督に就任した。

## 代表歴
バルセロナ生まれであるためスペイン国籍も有するが、父と同じオランダ代表を選択した。通算9試合1得点、このゴールは1996年、ヨーロッパ選手権のスイス代表戦でのゴールである。

## 個人成績
| クラブ                       | シーズン | リーグ | リーグ | カップ | カップ | リーグカップ | リーグカップ | 国際大会 | 国際大会 | その他 | その他 | 通算 | 通算 |
| クラブ                       | シーズン | 出場   | 得点   | 出場   | 得点   | 出場         | 得点         | 出場     | 得点     | 出場   | 得点   | 出場 | 得点 |
| ---------------------------- | -------- | ------ | ------ | ------ | ------ | ------------ | ------------ | -------- | -------- | ------ | ------ | ---- | ---- |
| バルセロナ                   | 1993-94  | 0      | 0      | 0      | 0      | —            | —            | 0        | 0        | —      | —      | 0    | 0    |
| バルセロナ                   | 1994-95  | 28     | 9      | 3      | 0      | —            | —            | 5        | 0        | —      | —      | 36   | 9    |
| バルセロナ                   | 1995-96  | 13     | 2      | 1      | 0      | —            | —            | 4        | 0        | —      | —      | 18   | 2    |
| バルセロナ                   | 通算     | 41     | 11     | 4      | 0      | —            | —            | 9        | 0        | —      | —      | 54   | 11   |
| マンチェスター・ユナイテッド | 1996-97  | 16     | 3      | 0      | 0      | 1            | 0            | 4        | 0        | 1      | 0      | 22   | 3    |
| マンチェスター・ユナイテッド | 1997-98  | 5      | 0      | 1      | 0      | 1            | 0            | 0        | 0        | 1      | 0      | 8    | 0    |
| マンチェスター・ユナイテッド | 1998-99  | 5      | 2      | 0      | 0      | 2            | 0            | 3        | 0        | 1      | 0      | 11   | 2    |
| マンチェスター・ユナイテッド | 1999-00  | 8      | 3      | 0      | 0      | 1            | 0            | 4        | 0        | 4      | 0      | 17   | 3    |
| マンチェスター・ユナイテッド | 通算     | 34     | 8      | 1      | 0      | 5            | 0            | 11       | 0        | 7      | 0      | 58   | 8    |
| セルタ (loan)                | 1998-99  | 8      | 2      | 1      | 0      | —            | —            | 0        | 0        | —      | —      | 9    | 2    |
| アラベス                     | 2000-01  | 35     | 3      | —      | —      | —            | —            | 10       | 4        | —      | —      | 45   | 7    |
| アラベス                     | 2001-02  | 33     | 4      | 0      | 0      | —            | —            | —        | —        | —      | —      | 33   | 4    |
| アラベス                     | 2002-03  | 26     | 1      | 3      | 0      | —            | —            | 3        | 0        | —      | —      | 32   | 1    |
| アラベス                     | 通算     | 94     | 8      | 3      | 0      | —            | —            | 13       | 4        | —      | —      | 110  | 12   |
| エスパニョール               | 2003-04  | 30     | 3      | —      | —      | —            | —            | —        | —        | —      | —      | 30   | 3    |
| メタルルフ・ドネツィク       | 2006-07  | 13     | 0      | —      | —      | —            | —            | —        | —        | —      | —      | 13   | 0    |
| メタルルフ・ドネツィク       | 2007-08  | 15     | 0      | —      | —      | —            | —            | —        | —        | —      | —      | 15   | 0    |
| メタルルフ・ドネツィク       | 通算     | 28     | 0      | —      | —      | —            | —            | —        | —        | —      | —      | 28   | 0    |
| バレッタ                     | 2009-10  | 17     | 10     | —      | —      | —            | —            | 4        | 0        | —      | —      | 21   | 10   |
| 総通算                       | 総通算   | 252    | 42     | 9      | 0      | 5            | 0            | 37       | 4        | 7      | 0      | 310  | 46   |

## タイトル

### 選手
FCバルセロナ
- スーペルコパ・デ・エスパーニャ:1回（1994）

マンチェスター・ユナイテッドFC
- プレミアリーグ:1回（1996-97）
- FAコミュニティ・シールド:2回（1996、1997）